# Je serai là
Pour les articles homonymes, voir Je serai là (homonymie).
Singles de Johnny Hallyday
Je veux te graver dans ma vie (live Bercy 1992)
(1993) Requiem pour un fou (live Parc des princes 1993)
(1993)
Clip vidéo
[vidéo] « Je serai là (Live au Parc des Princes, 1993) », sur YouTube
Je serai là est une chanson de Johnny Hallyday, sortie en CD single le 8 juin 1993.
L'album Parc des Princes 1993, diffusé (dans sa 1re édition) en juillet, propose une version live du titre.
Le single atteint la 8e position dans les charts français et s'est vendu à plus de 75 000 exemplaires.

## Développement et composition
Je serai là est l'adaptation française par Étienne Roda-Gil, du titre I'll Be There du groupe britannique The Escape Club (en) (Trevor Steel (en), John Holliday, Milan Zekavica, Johnnie Christo). L'enregistrement a été produit par Chris Kimsey (en).
Johnny Hallyday crée Je serai là à l'occasion de ses concerts au Parc des Princes en 1993, le titre est l'unique morceau inédit du tour de chant.

## Liste des pistes
Single maxi CD (1993, Philips 862 513-2)
1. Je serai là (5:22)
2. Je serai là (Edit radio) (3:56)
3. Retiens la nuit (2:53)

1. (P) 1993 Laura Hallyday Productions. 2. (P) 1961 Phonogram (France)
Single promo CD (1993, Philips 1680)
1. Je serai là (Edit radio) (3:54)
2. Je serai là (5:50)[4]

Single cassette (1993, Philips 862 512-4)
A1. Je serai là (5:22)
A2. Retiens la nuit (2:53)
B1. Je serai là (5:22)
B2. Retiens la nuit (2:53)

## Classements
| Classement (1993) | Meilleure position |
| ----------------- | ------------------ |
| France (SNEP)     | 8                  |
| Classement (2017) | Meilleure position |
| France (SNEP)     | 78                 |